# Васильевское-Скурыгино
Парк «Васильевское-Скурыгино» — памятник природы регионального (областного) значения Московской области. Местонахождение: Московская область, городской округ Чехов, сельское поселение Стремиловское, деревня Скурыгино. 
Включает ценный в экологическом, научном, культурном и эстетическом отношении природно-антропогенный комплекс, а также природные объекты, нуждающиеся в особой охране для сохранения их естественного состояния:
- старовозрастные парковые насаждения с дубом, вязом, кленом, липой, сосной и лиственницей;
- места произрастания редких видов растений и грибов.

Памятник природы основан в 1985 году.  Площадь памятника природы составляет 22,71 га. Памятник природы включает старинный парк с архитектурными сооружениями бывшей усадьбы Васильчаковых.

## Описание
Территория памятника природы включает старинный усадебный парк с аллеями, комплексом построек (ныне относящихся к Чеховской специальной учебно-воспитательной школе) и прудом.
Усадьба была заложена в середине XVIII века капралом А. С. Нестеровым. Во второй половине XVIII столетия эти земли перешли во владение аудитора Конного полка В. С. Васильчакова. В середине и второй половине XIX века усадьба принадлежала его потомкам — действительным статским советникам А.С. и П. А. Васильчаковым. Усадебно-парковый комплекс с регулярной и пейзажной планировкой, относящейся ко второй половине XVIII века, включал деревянный главный дом и соединенные с ним крытыми переходами флигели, хозяйственные постройки, парк с аллеями и пруд. Имение принадлежало князям Васильчаковым вплоть до 1917 года, когда сгорел главный усадебный дом. До наших дней сохранились лишь некоторые хозяйственные постройки XIX века. Существует предположение, что данный парк посещал Н. В. Гоголь, неоднократно приезжал А. Н. Чехов.
В 1920-30-х годах при поддержке Н. К. Крупской здесь был организован институт трудового воспитания для девочек-сирот. В 1960-е годы на месте главного дома было возведено кирпичное здание, где и разместился институт.
Регулярная часть усадебно-паркового комплекса располагается в восточной половине памятника природы на левобережном пологонаклонном участке равнины, примыкающем к долине реки с прудом. На располагающейся тут территории Чеховской спецшколы, огороженной забором, находятся постройки бывшей усадьбы, открытая местность (партер) с газонами и клумбами и аллеи, в том числе сосновая большая въездная аллея. В парке сохранились скульптуры львов с гербовыми щитами.
Памятник природы расположен в пределах Москворецко-Окской моренно-эрозионной возвышенности в зоне распространения холмисто-волнистых моренных и плоских озерно-водно-ледниковых равнин. Абсолютные высоты территории изменяются от 180 м над уровнем моря (урез воды в пруду на юго-восточной границе памятника природы) до 193 м над уровнем моря (отметка на междуречной равнине в восточной оконечности памятника природы). Кровля дочетвертичных пород местности представлена известняками, глинами, доломитами и мергелями среднего карбона.
Территория памятника природы включает фрагмент междуречной равнины (в восточной части) и русловой пруд (в западной части), образованный на безымянном притоке второго порядка реки Лопасни. Поверхности равнины сложены суглинистыми отложениями. Уклоны равнины изменяются в пределах 1-5 градусов.
Пруд в западной части территории образован в долине реки — правого притока реки Челвенки (приток Лопасни). Ширина долины достигает 100—120 м, высота бортов долины — до 4—5 м (в северной части памятника природы). Местами на этих высотах выражены поверхности первой надпойменной террасы, сложенные супесчаными древнеаллювиальными отложениями. Высота склонов у пруда — до 2—3 м. Крутизна склонов — 10—30 градусов.
Протяженность вытянутого с северо-запада на юго-восток руслового водоема достигает 600 м, ширина — 100 м. Глубина — до 1-2 м, у берега — 0,3—0,5 м. В верхней части пруда образовались острова протяженностью около 40 м. К северу от пруда в долине сформировался заболоченный участок поймы.
Почвенный покров территории представлен в основном агродерново-подзолистыми почвами и агродерново-подзолами. На пойме реки на болоте встречаются аллювиальные торфяно-глеевые почвы.

### Флора и растительность
На территории памятника природы находятся старовозрастные широколиственные и сосново-широколиственные насаждения с липой, кленом, дубом, вязом и лиственницей, посадки декоративных деревьев и кустарников, прибрежные сообщества с древесными ивами, ольхой чёрной, тополями, кленами и вязами, небольшие участки склоновых лугов и газонов с декоративными растениями, низинное болото в долине ручья с полосами черноольшаника по краю, прибрежно-водная растительность старого пруда.
На территории спецшколы сохранились старые посадки липы (диаметр стволов до 90 см), вяза голого, или шершавого, (диаметр стволов до 100 см) дуба (диаметр стволов до 70—80 см), клёна платановидного (диаметр стволов до 50—60 см), сосны, лиственницы, туи западной, тополя белого, декоративных кустарников — сиреней, спиреи, рябинника, чубушника и прочих.
По склонам на берегах пруда представлены старовозрастные насаждения из липы, клёна, дуба, вяза, сосны, лиственницы, березы и осины. Из кустарников здесь есть бересклет бородавчатый и малина. В травяном покрове обильны сныть обыкновенная, мятлик дубравный, часто встречаются зеленчук жёлтый, вербейник монетчатый, гравилат городской, колокольчик крапиволистный и земляника мускусная (редкие и уязвимые виды, не включенные в Красную книгу Московской области, но нуждающиеся на территории области в постоянном контроле и наблюдении). Единично растут лютик кашубский, звездчатка жестколистная, овсяница гигантская, бородавник общий, воронец колосистый, ландыш майский, норичник шишковатый, медуница неясная. Группами встречаются беглецы из культуры — рябинник рябинолистный, спирея (виды), карагана древовидная, калина гордовина, чубушник, лилия кудреватая, или саранка. На территории памятника природы произрастает также довольно редкий гриб — дубовик оливково-бурый.
На северо-восточной окраине пруда на склоне под старыми постройками на прогалинах разрослась малина, крапива, повой заборный, девичий виноград пятилистный.
Вдоль юго-западной границы пруда на бровке и склонах растут старые тополя бальзамические (диаметр стволов 70—80 и до 100 см), липы (диаметр ствола 30—60 см), клёны платановидные, вяз шершавый, ольха чёрная (диаметр стволов 30—42 см) осина, ива ломкая, черемуха, местами — группы берез и сосен. В подросте участвуют клен, вяз, черемуха, осина, рябина. Некоторые рябины имеют форму дерева и плодоносят. Местами есть хмель вьющийся, бузина красная. Под ними развит сорнотравно-широкотравный травяной покров, где преобладают сныть обыкновенная, будра плющевидная, крапива двудомная, недотрога мелкоцветковая. На опушках разрастаются крапива, кострец безостый, лопух большой, пустырник пятилопастной, дудник лесной, бодяк полевой, полынь обыкновенная, встречаются заросли малины, обвитые повоем заборным, вьюнком полевым, эхиноцистисом лопастным.
Луговые участки встречаются на берегах пруда редко, на них растут овсяницы луговая и красная, ежа сборная, кострец безостый, василек луговой, золотарник обыкновенный, хатьма тюрингенская, вербейник монетчатый, короставник полевой, хвощ луговой, земляника лесная, клевер луговой, ястребинка зонтичная, кульбаба осенняя, одуванчик, герань луговая, донник белый, лютик ползучий, вьюнок полевой.
Газоны с декоративными молодыми деревьями, кустарниками и травянистыми многолетниками протянулись вдоль правого берега пруда. Некоторые лужайки регулярно косятся, на этих участках повсеместно высажены сирени, молодые сосны, дубы, ели, конский каштан, калина, слива домашняя, спирея, чубушник, шиповник морщинистый, виды боярышника и другие. Есть заросли рябинника рябинолистного. Кроме этих культурных растений местами высажены декоративные многолетники — флоксы метельчатые, астры многолетние, есть пятна люпина многолистного, окопника шершавого и прочее.
Черноольшаники влажнотравные с таволгой, крапивой и камышом лесным тянутся в основании склона долины реки, по берегам и краю низинного болота.
Низинное болото влажнотравно-хвощевое находится на пойме долины реки. Здесь обилен хвощ речной, растут вейник сероватый, рогоз широколистный, камыш лесной, осока пузырчатая, зюзник высокий, дербенник иволистный, таволга вязолистная, вахта трехлистная, бодяк полевой, ива пепельная и отдельные деревья ольхи чёрной.
У берега пруда группами растут зюзник высокий, мята полевая, камыш лесной, череда трехраздельная, шлемник обыкновенный, щавель водный, горец почечуйный, манник плавающий, а также полупогруженные и околоводные растения: рогоз широколистный, ежеголовник всплывший, ситняг болотный, стрелолист обыкновенный. В воде растут элодея канадская, роголистник погруженный и ряска малая.

### Фауна
Видовой состав фауны позвоночных животных памятника природы в целом типичен для широколиственных лесов и водоемов юга Московской области, однако в связи с небольшой площадью территории и её нахождением в населенном пункте он сильно обеднен.
На территории памятника природы отмечено обитание 24 вида позвоночных животных, из них четыре вида рыб, один вид амфибий, 17 видов птиц и два вида млекопитающих.
В пруду и впадающей в него малой реке встречаются следующие виды рыб: плотва, окунь, щука, карась серебряный. Амфибии представлены здесь прудовой лягушкой.
Основу фаунистического комплекса наземных позвоночных животных составляют виды, характерные для лесной зоны средней полосы европейской России.
В пределах памятника природы можно выделить три основных зоокомплекса (зооформации): лесную зооформацию, зооформацию лугово-опушечных местообитаний и зооформацию водных и околоводных местообитаний.
Из птиц лесной зооформации на территории памятника природы встречаются канюк, рябинник, зяблик, пухляк, большая синица, обыкновенная лазоревка, поползень и сойка.
Зооформацию лугово-опушечных местообитаний представляют обыкновенная овсянка, серая славка, черноголовый щегол и белая трясогузка.
В числе видов водной и околоводной зооформации из птиц отмечается серая цапля и кряква; из млекопитающих — речной бобр и водяная полевка.
Из синантропных видов, тяготеющих к селитебным местообитаниям, отмечены деревенская ласточка, полевой воробей и серая ворона.

## Объекты особой охраны памятника природы
Ценный в экологическом, научном, культурном и эстетическом отношении природно-антропогенный объект: природно-парковый комплекс.
Охраняемые экосистемы: старовозрастные парковые насаждения с дубом, вязом, кленом, липой, сосной и лиственницей, черноольшаники влажнотравные, низинное болото с кустарниковыми ивами; прибрежно-водная растительность пруда.
Виды растений, являющиеся редкими и уязвимыми таксонами, не включенные в Красную книгу Московской области, но нуждающиеся на территории области в постоянном контроле и наблюдении: колокольчик крапиволистный, земляника мускусная.
Охраняемые в Московской области, а также иные редкие и уязвимые виды грибов: дубовик оливково-бурый.
Отдельные объекты живой природы: деревья-долгожители — вязы и дубы.